# الي كاوبرين
الي كاوبرين (بالإنجليزية: Ali Cobrin)‏(ولدت في 8 أغسطس 1989) هي ممثلة أمريكية. معروفة في دورها مولي في أحد مسلسلات شوتايموايضا معروفة بدور كارا في أمريكان بأي ريونيون الذي إنتاج عام 2012.

## اعمالها
| عام  | عنوان                                 | دور            | ملاحظة     |
| ---- | ------------------------------------- | -------------- | ---------- |
| 2008 | One                                   | Jess           | Short film |
| 2008 | Jack Turner and the Reluctant Vampire | Val            | Short film |
| 2009 | الحفرة                                | Tiffany        |            |
| 2010 | Kings by Night                        | Amber          | TV film    |
| 2010 | Cold Cabin                            | Kate           |            |
| 2012 | لم الشمل الأمريكي                     | Kara           |            |
| 2012 | Life's an Itch                        | Gillian Gracin |            |

| عام  | عنوان                  | دور         | ملاحظة                                               |
| ---- | ---------------------- | ----------- | ---------------------------------------------------- |
| 2010 | LOOK: The Series       | Molly       | Main role; 11 episodes                               |
| 2011 | Friends with Benefits ‏ | Hope Prater | "The Benefit of Being Shallow" (season 1: episode 9) |

## وصلات خارجية
- الموقع الرسمي
- الي كاوبرين على موقع IMDb (الإنجليزية)
- الي كاوبرين على موقع ألو سيني (الفرنسية)
- الي كاوبرين على موقع أول موفي (الإنجليزية)
- الي كاوبرين على موقع قاعدة بيانات الأفلام السويدية (السويدية)
- الي كاوبرين على موقع قاعدة بيانات الفيلم (الإنجليزية)
- الي كاوبرين على موقع كينوبويسك (الروسية)